# Aeroportul Nova Xavantina
Aeroportul Nova Xavantina (IATA: NOK, ICAO: SWXV) este un aeroport din Mato Grosso, Brazilia ce deservește zona Nova Xavantina. Aeroportul a fost tranzitat în 2014 de 0 pasageri. A fost numit după Xavantina.
Situat la o altitudine de 316 m, aeroportul dispune de 1 pistă.

## Infrastructură

### Piste
Aeroportul dispune de o singură pistă. Pista 3/21 are suprafața de loam[*] și dimensiunile 1.490 m × 45 m. 